# Calzonzin inspector
Calzonzin inspector és una sàtira política del director Alfonso Arau, qui va debutar en 1969 amb la pel·lícula El águila descalza. Influenciat per l'obra L'inspector de Nikolai Gogol, i amb producció d'Estudios Churubusco i guió en col·laboració amb el historietista mexicà Eduardo del Río "Rius", Arau va concebir Calzonzin inspector om una forta crítica a la corrupció del sistema polític mexicà i la restricció a la llibertat d'expressió que imperava al país.

## Sinopsi
Don Perpetuo del Rosal (Pancho Córdova), president municipal de San Garabato (imaginari poble mexicà concebut per Rius per la seva tira còmica Los supermachos) s'assabenta que el govern estatal enviarà un inspector a recórrer i supervisar de manera anònima els voltants del poble, a fi de lliurar un reporti oficial al governador. Aterrit, don Perpetuo reuneix la classe governant del lloc (terratinents, clergues i policies) i a les "forces vives" perquè San Garabato doni l'aparença de ser net, decent i cívic, planejant així "la més perfecta maquinària de fal·làcia política mai imaginada".
Com a part de la rentada de cara del poble, es cremen papers comprometedors, s'escombren els carrers i es reprimeix a l'oposició. El poeta i el farmacèutic, entre d'altres, són colpejats i capturats. Per a honrar i adular al supòsit inspector, les forces vives de San Garabato organitzen eficaçment una desfilada de benvinguda, i se succeeixen ininterrompudament discursos, vives i fanfàrries, així com "donacions" i regals (suborns). La comitiva visita l'hospital (ocupat per falsos pacients "presentables"), l'escola i la presó, el buit de la qual "demostra" el desenvolupament social de San Garabato. L'esdeveniment final de la farsa és un pompós banquet durant el qual el funcionari —eufòric pel menjar, la beguda i l'adulació— enamora a la filla i a l'esposa del president municipal.
El que la gent de San Garabato ignora, és que la persona a qui dediquen els seus maquillats elogis és en realitat Calzonzin, un indígena que arriba al poble —juntament amb el seu amic Chon— fugint d'un parell de personatges anònims que tracten de matar-los durant tota la història, sempre sense èxit. Mentrestant, els habitants que no concorden amb el govern vitalici i tirànic de don Perpetuo organitzen manifestacions de protesta i lliuren plecs petitoris al "inspector", qui, a causa de la seva extracció marginal, queda commogut davant les miserables condicions de vida que li són exposades. Calzonzin escriu llavors la veritat a un periodista que té per amic, però el cap de correus intercepta la seva carta i descobreix que l'indi és un impostor, per la qual cosa és detingut i obligat a participar en una corrida de toros que culmina amb una gran explosió. Finalment, el veritable inspector arriba al poble i la maquinària de l'engany es torna a posar en marxa.

## Repartiment
- Alfonso Arau com Calzonzin
- Arturo Alegro com Chon
- Pancho Córdova com don Perpetuo del Rosal
- Virma González com Enedina
- Héctor Ortega com el periodista
- Carmen Salinas com Doña Eme
- Carolina Barret com Doña Pomposa
- Mario García 'Harapos' com Lechuzo
- Raul "Chato" Padilla
- Lina Montes
- Carlos Jordán
- Arturo G. Ramírez
- Giovanni Korporaal
- Hugo González Guzmán com el monaguillo asesino

## Producció i rodatge
Calzonzin inspector va ser rodada del 6 de febrer al 5 de maig de 1973 al poble de Huiramba, Michoacán (a la regió pròxima a Pátzcuaro), amb un pressupost aproximat de deu milions de pesos. Arau i el seu equip van passar gairebé un mes buscant la locación més adequada per als seus interessos; abans del rodatge, un exèrcit de paletes, pintors i fusters es va establir en Huiramba a fi d'adequar-lo als requisits del film, pintant teules i construint cases i fins i tot una petita plaça de toros (per al final de la cinta). Molts habitants del poble van actuar també com a extres, per la qual cosa en els crèdits finals els creadors els estenen un agraïment "per la seva extraordinària col·laboració en la producció d'aquesta pel·lícula".
Si bé la musicalización de la cinta va ser a càrrec del compositor Leonardo Vázquez, "Calzonzin inspector" inclou dues cançons d'altres autors: "Aventurera", d'Agustín Lara i "Canción mixteca" de José López Alavés.
Els títols d'entrada de la pel·lícula van ser dissenyats per Vicente Rojo Almazán seguint les tendències de l'Op Art que ja havien deixat empremta en el disseny mexicà des que Lance Wyman i el seu equip interdisciplinari dissenyés els gràfics de les olimpíades de 1968.

## Recepció
A la fi de 1974 i principis de 1975, Calzonzin inspector va ser inclosa en la "Muestra del Cine Mexicano de Hoy" ccom a part de la Missió Artística i Cultural Mexicana que va recórrer diverses nacions del Carib, entre elles Cuba, Jamaica i Veneçuela.En aquest últim país, Calzonzin inspector es va presentar de manera exclusiva el 18 de gener al cinema Los Cedros, en presència de nombrosos "funcionaris diplomàtics veneçolans i asteques" entre els quals es trobava la senyora María Esther Zuno de Echeverría, esposa del llavors president de la República, Luis Echeverría Álvarez. En la mateixa Mostra es van incloure les cintes Presagio (Luis Alcoriza, 1974), Fe, esperanza y caridad (Alberto Bojórquez, Luis Alcoriza i Jorge Fons, 1973) i El Santo Oficio (Arturo Ripstein, 1973)
La privilegiada presència de Calzonzin inspector a l'estranger formava part del programa polític de simulada llibertat d'expressió que el règim priísta projectava a la comunitat internacional, per la qual cosa a Mèxic la cinta no va gaudir de tanta difusió i algunes veus van criticar la censura a la qual va ser sotmesa per part de dos directors de Conacine que, sense explicar mai les raons de la seva decisió, la van mantenir "enllaunada" fins a 1989. Alfonso Arau es va abstenir de denunciar el problema, de manera tal que en l'entorn cinematogràfic local s'assegurava que Calzonzin inspector va néixer amb "mala estrella". Fou seleccionada per representar Mèxic a l'Oscar a la millor pel·lícula de parla no anglesa als premis Oscar de 1974 però finalment no fou nominada.

## Premis i reconeixements
Premis Ariel
| Any  | Categoria           | Persona(s)                 | Resultat  |
| ---- | ------------------- | -------------------------- | --------- |
| 1974 | Millor fotografia   | Jorge Stahl Jr.            | Guanyador |
| 1974 | Millor escenografia | José Luis González de León | Guanyador |

I Festival Internacional de Cinema del Caire
| Any  | Categoria                        | Resultat   |
| ---- | -------------------------------- | ---------- |
| 1976 | Millor pel·lícula del tercer món | Guanyadora |